# マルコ・ジョヴァンネッティ
マルコ・ジョヴァンネッティ（Marco Giovannetti、1962年4月4日 - ）は、イタリア、ミラノ出身の元自転車競技（ロードレース）選手。

## 経歴
1984年のロサンゼルスオリンピック・団体ロードレースにおいて、マルコ・バルタリーニ、エロス・ポーリ、クラウディオ・ヴァンデッリとのカルテットで挑み金メダルを獲得。
1985年にプロ転向。1986年のジロ・デ・イタリアでは新人賞を獲得。1990年のブエルタ・ア・エスパーニャでは、第11ステージ終了後に総合首位に立ち、そのまま最終ステージまで守りきって総合優勝を果たした。また、1991年はグランツール3大会全てに参加し、かつ全て完走を果たした。
1994年に引退。

## 主な戦績
1984
 ロサンゼルスオリンピック・団体ロードレース 優勝
1986
ジロ・デ・イタリア 新人賞、総合8位
1987
ツール・ド・スイス 総合4位(区間1勝)
ジロ・デ・イタリア 総合6位
1988
ジロ・デ・イタリア 総合6位
1989
ジロ・デ・イタリア 総合8位
ブエルタ・ア・エスパーニャ 総合26位
1990
 ブエルタ・ア・エスパーニャ 総合優勝
ジロ・デ・イタリア 総合3位
1991
ジロ・デ・イタリア 総合8位
ツール・ド・フランス 総合30位
ブエルタ・ア・エスパーニャ 総合18位
1992
 国内選手権・個人ロードレース 優勝
ジロ・デ・イタリア 総合4位
1993
ジロ・デ・イタリア 総合23位